# Liste des monuments de Minsk
Cet article présente une liste des monuments de la ville de Minsk.
| Monument | Image | Lieu                                                                | Date d'inauguration |
| --- | ----- | ------------------------------------------------------------------- | ------------------- |
| Obélisque Minsk - Ville héros                                                                                       |       | Intersection entre l'avenue des Vainqueurs et l'avenue Macherov     | 1985                |
| Obélisque en commémoration aux prisonniers massacrés au camp de concentration de Maly Trostenets entre 1941 et 1944 |       | Rue Elnitskaïa                                                      |                     |
| Statue d'Adam Mickiewicz                                                                                            |       | Rue du Rempart de la ville                                          | 2003                |
| Ange en pleurs |       | Île des Larmes                                                      |                     |
| L'Archange Michel tuant le dragon                                                                                   |       | Place de l'Indépendance, à côté de l'église rouge                   |                     |
| Batleïka |       | Square de Sendai                                                    | 1981                |
| La Biélorussie partisane                                                                                            |       | Intersection de l'avenue des Partisans et de la rue Varvacheni      | 2005                |
| Walenty Wankowicz                                                                                                   |       | Rue internationale 33a                                              | 2010                |
| Flamme éternelle |       | Place de la Victoire                                                |                     |
| Statue de Vincent Dounine-Martsinkevitch et Stanisław Moniuszko                                                     |       | Place de la Liberté                                                 | 2016                |
| Grekova |       | Rue Khmelevski                                                      |                     |
| Gueorgui Joukov |       | Place de Joukov                                                     | 2007                |
| La vendeuse de graines de tournesol                                                                                 |       | Rue Vera Kharoujaïa                                                 |                     |
| Statue de Sergueï Gritsevets                                                                                        |       | Intersection de l'avenue de l'Indépendance et de la rue Lénine      | 1955                |
| Oies |       | Rue Vera Kharoujaïa                                                 |                     |
| Enfants en train de jouer                                                                                           |       | Rue Vera Kharoujaïa                                                 | 1980-81             |
| Dame au petit chien                                                                                                 |       | À côté du Marché de Komarov                                         |                     |
| Enfant dans une chaussure                                                                                           |       | Avenue des Partisans                                                |                     |
| Le Vieux Talach |       | Place Iakoub Kolas                                                  | 1972                |
| Fille au parapluie                                                                                                  |       | Square Mikhaïlov                                                    |                     |
| Fille au hibou |       | Rue de la Vieille Vilnius                                           |                     |
| Femme sur un bison                                                                                                  |       | Avenue des Partisans                                                | 2004                |
| Monument aux morts en Afghanistan                                                                                   |       | Île des Larmes                                                      |                     |
| Monument aux militaires et collaborateurs du Ministère des Affaires intérieures                                     |       | Intersection de la rue Communiste et de la rue Rouge                |                     |
| Zacharie Korneïev                                                                                                   |       | Parc Maxime Gorki                                                   |                     |
| Cloche de Nagasaki                                                                                                  |       | Place de l'Indépendance                                             | 2000                |
| Statue de Iakov Zeldovitch                                                                                          |       | Rue Sourganov                                                       |                     |
| Statue d'Ivan Iakoubovski                                                                                           |       | Intersection de la rue Iakoubovski et de la rue Bourdeïny           |                     |
| Statue de Constantin Tsiolkovski                                                                                    |       | Parc Maxime Gorki                                                   | 1965                |
| Statue de Cyrille de Tourov                                                                                         |       | Avenue de l'Indépendance                                            | 1996                |
| Cheval |       | Rue Vera Kharoujaïa                                                 |                     |
| Koupala |       | Parc Ianka Koupala                                                  |                     |
| Statue de Maxime Bahdanovitch                                                                                       |       | Place de la Commune de Paris                                        | 1981                |
| Statue de Maxime Gorki                                                                                              |       | Parc Maxime Gorki                                                   | 1981                |
| Jeune couple |       | Avenue des Partisans                                                |                     |
| Monument de la Victoire                                                                                             |       | Place de la Victoire                                                | 1954—1955           |
| Mère et son enfant                                                                                                  |       | Avenue des Partisans                                                |                     |
| Statue de Marat Kazeï                                                                                               |       | Parc Maxime Gorki                                                   | 1959                |
| Mémorial aux victimes du génocide hitlérien                                                                         |       | Intersection de la rue Melnikaitė et de la rue de Zaslaw            | 1947, 2000          |
| Mémorial en souvenir des victimes du camp de concentration Massioukovchtchina                                       |       | Скрыжаванне вуліц Ціміразева і Нарачанскай                          |                     |
| Lieu de la première église de Minsk                                                                                 |       | Avenue des Vainqueurs                                               |                     |
| Statue de Joukov |       |                                                                     | 2007                |
| Statue de Mikołaj Hussowczyk                                                                                        |       | Avenue de l'Indépendance                                            | 1998                |
| Statue de Mikhaïl Kalinine                                                                                          |       | Place Kalinine                                                      |                     |
| Inconnue |       | Square Mikhaïlov                                                    |                     |
| Kilomètre zéro |       | Place d'Octobre                                                     | 1998                |
| Monument en souvenir des victimes de la tragédie de Niamiha                                                         |       | Place du 8 mars                                                     | 2002                |
| Facteur |       | Avenue de l'Indépendance                                            | 2005                |
| Прыкурваючы |       | Square Mikhaïlov                                                    |                     |
| Statue d'Alexandre Pouchkine                                                                                        |       | Rue Communiste                                                      | 1999                |
| Mur en mémoire de Viktor Tsoï                                                                                       |       | Square de Liakhawka                                                 |                     |
| Symon le Musicien                                                                                                   |       | Place Iakoub Kolas                                                  | 1972                |
| Statue de Symon Boudny et Vassil Tsiapinski                                                                         |       | Avenue de l'Indépendance                                            | 2000                |
| Tank libérateur |       | Intersection de la rue de l'Armée rouge et de la rue Karl Marx      | 1952                |
| Statue de Taras Chevtchenko                                                                                         |       | Jardin Stepanov                                                     | 2002                |
| Statue de Lénine |       | Place de l'Indépendance                                             | 1933                |
| Statue de Lénine |       | Rue de Volgograd                                                    |                     |
| En souvenir de l'imprimerie clandestine qui a lancé en 1942 le journal « Zviazda »                                  |       | Rue Kullman                                                         |                     |
| En honneur de l'implantation du parc à côté de la Bibliothèque nationale                                            |       | Intersection de l'avenue de l'Indépendance et de la rue Filimonova  |                     |
| Personnage dans un poing                                                                                            |       | Avenue des Partisans                                                |                     |
| Photographe |       | À côté du Marché de Komarov                                         |                     |
| Statue de Francysk Skaryna                                                                                          |       | Avenue de l'Indépendance                                            | 1988                |
| Statue de Francysk Skaryna                                                                                          |       | À côté de la Bibliothèque nationale                                 |                     |
| Statue de Francysk Skaryna                                                                                          |       | Parc Ianka Koupala                                                  |                     |
| Statue de Frounze                                                                                                   |       | Rue du Calvaire                                                     |                     |
| Statue de Félix Dzerjinski                                                                                          |       | Intersection entre l'avenue de l'Indépendance et la rue du Komsomol | 1959                |
| Statue de Timofeï Romachkine                                                                                        |       | Rue de l'Aérodrome                                                  |                     |
| Homme à la guitare                                                                                                  |       | Avenue des Partisans                                                |                     |
| Le garçon et le cygne                                                                                               |       | Square d'Alexandre                                                  | 1874                |
| Statue d'Euphrosyne de Polotsk                                                                                      |       | Avenue de l'Indépendance                                            | 2000                |
| Jeunesse |       | Intersection de la rue Soviétique et de la rue Sverdlov             |                     |
| Statue de Joseph Drazdovitch                                                                                        |       | Quai communal                                                       | 1993                |
| Statue de Iakoub Kolas                                                                                              |       | Place Iakoub Kolas                                                  | 1972                |
| Statue de Ianka Koupala                                                                                             |       | Tombe du poète, au cimetière militaire de Minsk                     | 1969                |
| Statue de Ianka Koupala                                                                                             |       | Parc Ianka Koupala                                                  | 1972                |